# Mariage à Mendoza
Pour plus de détails, voir Fiche technique et Distribution.
Mariage à Mendoza est une comédie dramatique franco-belgo-argentine réalisée par Édouard Deluc, sortie en 2013.

## Synopsis
Deux frères vont au mariage de leur cousin à Mendoza, en Argentine. La grande aventure, la vraie, voilà longtemps qu’ils en rêvaient. Sur la route du mariage, au gré d’étapes de plus en plus mouvementées, les deux frères se retrouvent. À un détail près : quand Antoine se requinque, c’est Marcus qui trinque…

## Fiche technique
- Titre : Mariage à Mendoza
- Réalisation : Édouard Deluc
- Scénario : Anaïs Carpita, Édouard Deluc, Thomas Lilti et Philippe Rebbot
- Directeur de la photographie :  Pierre Cottereau
- Montage : Chantal Hymans
- Directeur artistique : Françoise Joset et Ignacio Luppi
- Musique : Herman Düne
- Producteur : Emmanuel Agneray et Jérôme Bleitrach
  - Coproducteur : Nicolás Avruj
- Production : Bizbi, Campo cine, Versus Production et Direct Cinéma, en association avec la SOFICA Cinémage 6
- Distribution : Diaphana Distribution
- Pays :  France,  Belgique,  Argentine
- Genre : comédie dramatique
- Durée : 94 minutes
- Sortie : 
  -  France : 23 janvier 2013
  -  Belgique : 30 janvier 2013

## Distribution
- Nicolas Duvauchelle : Antoine
- Philippe Rebbot : Marcus
- Benjamin Biolay : Xavier
- Gustavo Kamenetzky : Gonzalo
- Paloma Contreras : Gabriela
- Sarah Grappin : Mélanie
- César Bordón : Emilio
- Gonzalo Suárez : Le rabatteur